# Edib Jaganjac
Edib Edo Jaganjac (* 14. května 1957 Sarajevo) je český lékař pocházející z bývalé Jugoslávie.

## Život a dílo
V letech 1975–1980 vystudoval obor chirurgie na lékařské fakultě v Sarajevu.
Během války v Bosně a Hercegovině (1992–1995) působil v letech 1991–1993 jako styčný důstojník ministerstva zdravotnictví a jako chirurg ve státní nemocnici v Sarajevu. Zasloužil se zde o záchranu mnoha životů. Byl zde zároveň pověřen komunikací s humanitárními organizacemi. Spolupracoval zde s OSN. Během let 1993–1995 spolupracoval s nadací Člověk v tísni. Součástí pomoci byl i přesun dobrovolných chirurgů do Sarajeva.
Od roku 1993 žije v České republice, působí na Traumatologickém oddělení Ortopedické kliniky 1. lékařské fakulty Univerzity Karlovy v Praze a ve Fakultní nemocnici Praha-Motol.

## Ocenění
V roce 2019 mu byla řádem milosrdných bratří udělena Cena Celestýna Opitze za celoživotní službu lékaře, a zvláště za obětavé nasazení všech svých sil v sarajevské nemocnici v 90. letech během tamní války.

## Publikační činnost
Je autorem knihy Sarajevská princezna (orig. „Sarajevska princeza“), kterou přeložil do češtiny český překladatel Dušan Karpatský. Sarajevská princezna je přízviskem pro bosenskou dívku jménem Irma Hadžimuratović, které jí dala britská stanice BBC.